# 長存寺
長存寺（ちょうそんじ）は、愛知県蒲郡市にある法華宗陣門流の寺院。山号は正禱山。本尊は十界曼荼羅。安楽寺、長泉寺、天桂院とともに西郡の四大寺のひとつ。

## 歴史
1445年（文安5年）新潟県三条市の本成寺3世である日存により創建されたとされる。もとは天台宗寺院で実相坊といったが、1445年法華宗に改宗した。1518年（永正15年）に下ノ郷鵜殿氏の鵜殿長存が帰依し、死後長存寺と改称された。下ノ郷鵜殿氏菩提寺である。境内には智積院と乗圓院がある。

## 文化財
以下は、全て蒲郡市指定文化財である。
建造物
- 加藤謙斎の墓と遺愛品（江戸時代・1基）[3]

絵画
- 格天井絵画（江戸時代・106枚）[4]
- 大和絵屏風（江戸時代・1双）[5]

工芸
- 鰐口（室町時代・1口）[6]

文書
- 紺紙金泥法華経（平安時代・10巻）[7]
- 大沢日信より南陽坊への書状（室町時代・1幅）[8]
- 日意より鵜殿玄長入道への書状（室町時代・1幅）[9]
- 日扇より長存寺への書状（室町時代・1幅）[10]
- 鵜殿長龍家壁書（室町時代・1幅）[11]
- 鵜殿一庵日要御筆宗祖和歌（室町時代・1幅）[12]
- 長存寺文書（室町時代・12葉1巻）[13]
- 日蓮聖人御真蹟上野殿母尼御前御返事第26紙（鎌倉時代・1幅）[14]

## 天然記念物
かつて境内に黒松があり、1969年（昭和44年）6月19日に愛知県の天然記念物に指定されたが、指定後間もない1974年（昭和49年）5月12日に枯死により指定の解除をされる。

## 所在地
- 愛知県蒲郡市上本町4-5

## 交通手段
- JR東海・名鉄蒲郡駅から徒歩約15分。